# Gmina Moglicë (okręg Korcza)
Gmina Moglicë (alb. Komuna Moglicë) – gmina położona we wschodniej części Albanii. Administracyjnie należy do okręgu Korcza w obwodzie Korcza. W 2011 roku populacja gminy wynosiła 951 osób, 446 kobiet oraz 505 mężczyzn, z czego Albańczycy stanowili 73,50% mieszkańców.
W skład gminy wchodzi siedemnaście miejscowości: Moglicë, Gopesh, Dobërçan, Maliq-Opar, Gurkuq, Bardhas, Zerec, Dushar, Totovec, Shpatmal, Lumaj, Peshtan, Protopapë, Osojë, Gurshqipe, Kuçakë, Nikollarë.